# Zachary Taylor (Politiker, 1849)
Zachary Taylor (* 9. Mai 1849 bei Brownsville, Tennessee; † 19. Februar 1921 in Ellendale, Tennessee) war ein US-amerikanischer Politiker. Zwischen 1885 und 1887 vertrat er den Bundesstaat Tennessee im US-Repräsentantenhaus.

## Werdegang
Zachary Taylor wurde zwei Monate nach der Amtsübernahme von US-Präsident Zachary Taylor geboren. Er besuchte zunächst die J.I. Hall’s School nahe Covington und danach bis 1872 das Virginia Military Institute in Lexington. Nach einem anschließenden Jurastudium an der Cumberland University in Lebanon und seiner Zulassung als Rechtsanwalt begann er ab 1878 in Covington in seinem neuen Beruf zu arbeiten. Gleichzeitig schlug er als Mitglied der Republikanischen Partei eine politische Laufbahn ein. Zwischen 1881 und 1883 gehörte Taylor dem Senat von Tennessee an; von 1883 bis 1885 fungierte er als Posthalter in Covington.
Bei den Kongresswahlen des Jahres 1884 wurde Taylor im zehnten Wahlbezirk von Tennessee in das US-Repräsentantenhaus in Washington, D.C. gewählt, wo er am 4. März 1885 die Nachfolge von H. Casey Young antrat. Da er im Jahr 1886 nicht bestätigt wurde, konnte er bis zum 3. März 1887 nur eine Legislaturperiode im Kongress absolvieren. Nach seinem Ausscheiden aus dem US-Repräsentantenhaus zog er nach Memphis, wo er in der Lebensversicherungsbranche arbeitete. Im Jahr 1896 war er Delegierter zur Republican National Convention in St. Louis, auf der William McKinley als Präsidentschaftskandidat nominiert wurde.
Zwischenzeitlich zog Taylor nach San Antonio in Texas. Er starb am 19. Februar 1921 in Ellendale und wurde auf dem nach seinem Namenspatron benannten Zachary Taylor National Cemetery in Louisville (Kentucky) beigesetzt. Dort sind der einstige Präsident und mehrere seiner Angehörigen begraben; eine Verwandtschaft zwischen beiden Politikern gleichen Namens bestand aber offenbar nicht.